# 後藤秀樹
後藤 秀樹（ごとう ひでき、1972年1月21日 - ）は、日本の元お笑いタレント。
大阪府高槻市出身。吉本興業大阪本社所属。吉本総合芸能学院（NSC）10期生。血液型はO型。

## 概要
- 1991年にNSCに10期生に高校の同級生と一緒に入学。すぐに同級生がNSCを辞めたために実家に戻っていたが翌年の3月に同期のお〜い!久馬（現ザ・プラン9）に誘われ再びNSCに通うようになり「シェイクダウン」を結成。順調に仕事をこなしていたものの、久馬が2人でやることに限界を感じ、メンバーの増員を後藤に持ち掛けた。しかし、後藤が集団で活動することを拒否したため、シェイクダウンは2000年12月に解散し、後藤はピン芸人になった[1]。 久馬とは今でも仲がよく、メール交換をしたり、楽屋でおしゃべりしている様子が他の芸人にたびたび目撃されていた。
- コンビ解散後ピン芸人になり、baseよしもとの主要メンバーとして活動。2003年8月にbaseよしもとを卒業し、うめだ花月に拠点を移す。
- 2012年、吉本新喜劇座員オーディション2012に合格[2]。
- 2013年、自らのブログで長期療養を発表。この長期療養は長らく原因不明となっていたが、2022年1月4日に藤井ペイジ（飛石連休）のYouTubeチャンネルにゲスト出演、この長期療養の原因を以下のように説明。
  - この頃、新喜劇での立ち振舞に自身の芸人の力は必要とされてない事に困惑。次第にイップス状態に陥ってベストなパフォーマンスが難しくなる。さらにそれに追い打ちをかけるように事務所からギャランティの大幅ダウンを通告されてしまい、精神的に不安定となり半ば鬱状態に。そして出番の欠勤が続いたため、事務所との面談の結果療養することで落ち着いたが、その長期療養の中で自身の芸人としての限界を再度感じ再び事務所と相談した結果として引退となった[3]。
- 2014年秋に芸能界引退。元相方の久馬が2015年1月に行われたザ・プラン9のバスツアー、またその数日後に更新された自身のブログで発表した[4]。
- 芸能界引退後、しばらく表舞台には出ていなかったが元相方の久馬が主催する月例イベント『月刊コント』の特別版で、久馬を含めたNSC大阪10期生の芸歴25周年を記念して2016年11月20日になんばグランド花月で行われた「月刊コント 10期生25周年号」にサプライズ出演。久馬とともにシェイクダウン時代のコントを披露し、メッセンジャーや桂三度・オモロー山下・水玉れっぷう隊などの同期と共演した。
- 現在ひらかたパークの従業員として働いている。また引退後にTwitterを開設させ近況報告をしている。更に2022年11月は毎日のradiotalk生配信を開始。

## 芸風
- ネタは主に一人コントであるが、2004年頃から漫談も始めている。コントは主に、ぜんじろう、陣内智則、ネゴシックスなども演じているような、物にツッコむコントである。ソロライブでは、友近のようなコントを披露することもある。
- 他の同じ芸風の芸人と比べてじっくりツッコむ味のあるツッコミをし、そのツッコミを本人は「粋なツッコミ」と称しているが、元相方の久馬は、ダウンタウンの浜田雅功に似ていると評した。
- また、バトルオワライヤルでのMCも務め、イベントを主宰するバッファロー吾郎も後藤のおかげでこのイベントが成り立つ、と絶大な信頼を寄せている。

## 逸話
- うめだ花月が存在した時期は、約月1回のペースでソロイベントを行っていた。ライブの形態は、コントやゲストとのトークなどさまざま。
  - また、うめだ花月の芝居もんにかなりのペースで出演しており、マンスリーよしもとでは「Mr.芝居もん」と紹介されることもある。
- 劇団赤鬼の本公演「レボリューション・セブン」にも出演した。
- Mr.Childrenのボーカルの桜井和寿を敬愛しており、桜井のソロイベントで流れるBGMは必ずMr.Childrenである。ただし、ほとんどの番組の歌コーナーでイントロしか流してもらえず歌えないという扱いを受けている。
- 後藤輝基（フットボールアワー）と勘違いされることが多く、また、あろう事か吉本興業経理部に脚本家の後藤ひろひとと勘違いされ誤って高額の報酬が銀行口座に振り込まれたこともある。その紛らわしさを他の芸人によくネタにされている。3人とも「後藤」は本名である。
- 「ダイナマイト関西」に出場した後藤淳平（ジャルジャル）のキャッチコピーは「3人目の後藤」であったが、「1人目の後藤」が彼である（2人目はフットボールアワーの後藤輝基）。
- 2006年5月に結婚・下鴨神社で挙式をした。10年前にバーで出会い、たまたまその女性が後藤のファンであったことから交際に発展した。
- 『笑いの剣』という番組で自主制作したCMグランプリに輝き、スポンサーからビール1年分を贈呈されたが後藤本人は下戸であったためその恩恵には預かれなかった。
- 2006年のオールザッツ漫才では、他の芸人をいじって滑るという芸人殺しぶりを発揮した。
- テレビでの出演はあまりなく、オールザッツ漫才では「後藤さんが見られるのはオールザッツ漫才だけですよ〜」と言われていた。しかし、2009年は出演のオファーがなかったが、ケンドーコバヤシの呼びかけで途中から出演。
- シェイクダウン時代、河本栄得（元ベイブルース）からツッコミを評価されていた。
- シェイクダウン解散後、同時期にコンビを解散していた村田渚（元フォークダンスDE成子坂）に全く面識が無かった中コンビ結成を持ち掛けに東京へ自費で足を運びイベントの出待ちをして交渉、村田の提案で東京でイベント出演。そのイベント後に後藤の提案で2001年6月にbaseよしもとでイベントを開始しその舞台に漫才をした事がある[3]。その後コンビ結成を本格的に提案したが、村田は吉本入りに抵抗があった事から、正式なコンビ結成には至らなかった[5][6]。

## 出演
コンビ時代の出演番組はシェイクダウンを参照。

### テレビ
- オールザッツ漫才（毎日放送）
- サタデーまーけっと（チューリップテレビ）
- ジャイケルマクソン（毎日放送）